# Roxobel
Roxobel és una població dels Estats Units a l'estat de Carolina del Nord. Segons el cens del 2000 tenia 263 habitants.

## Demografia
Segons el cens del 2000, Roxobel tenia 263 habitants, 112 habitatges i 72 famílies. La densitat de població era de 98,6 habitants per km².
Dels 112 habitatges en un 26,8% hi vivien nens de menys de 18 anys, en un 42,9% hi vivien parelles casades, en un 15,2% dones solteres, i en un 35,7% no eren unitats familiars. En el 29,5% dels habitatges hi vivien persones soles el 18,8% de les quals corresponia a persones de 65 anys o més que vivien soles. El nombre mitjà de persones vivint en cada habitatge era de 2,35 i el nombre mitjà de persones que vivien en cada família era de 2,9.
Per edats la població es repartia de la següent manera: un 21,3% tenia menys de 18 anys, un 10,3% entre 18 i 24, un 23,2% entre 25 i 44, un 22,4% de 45 a 60 i un 22,8% 65 anys o més.
L'edat mediana era de 42 anys. Per cada 100 dones de 18 o més anys hi havia 88,2 homes.
La renda mediana per habitatge era de 28.393 $ i la renda mediana per família de 28.036 $. Els homes tenien una renda mediana de 20.833 $ mentre que les dones 14.063 $. La renda per capita de la població era de 12.798 $. Entorn del 10,5% de les famílies i el 12,3% de la població estaven per davall del llindar de pobresa.

## Poblacions més properes
El següent diagrama mostra les poblacions més properes.